# 3 (album Soulfly)
3 (tytuł zapisany na okładce jako ॐ) – album studyjny grupy Soulfly, wydany w 2002 roku. 

## Lista utworów
1. "Downstroy" – 4:25
2. "Seek 'n' Strike" – 4:27
3. "Enterfaith" – 4:46
4. "One" – 5:21
5. "L.O.T.M." – 2:36
6. "Brasil" – 4:56
7. "Tree Of Pain" – 8:23
8. "One Nation" – 3:42
9. "9-11-01" – 1:00
10. "Call To Arms" – 1:23
11. "Four Elements" – 4:20
12. "Soulfly III" (instrumentalny) – 5:02
13. "Sangue de Bairro" (cover Chico Science & Nação Zumbi) – 2:18
14. "Zumbi" – 6:16

Utwory bonusowe na japońskiej edycji
15. "I Will Refuse" (cover Pailhead) - 4:06
Utwory bonusowe na europejskiej edycji
15. "I Will Refuse" (cover Pailhead) - 4:06
16. "Under the Sun" (cover Black Sabbath) - 5:47
17. "Eye for an Eye" (live Ozzfest 2000) - 4:08
18. "Pain" (live Ozzfest 2000) - 5:01

## Twórcy

### Skład zespołu
- Max Cavalera - gitara elektryczna, gitara akustyczna, śpiew, sitar, aranżacje, berimbau, miksowanie, fotografie, okładka, producent muzyczny
- Mikey Doling - gitara elektryczna
- Roy Mayorga - perkusja
- Marcelo Dias - gitara basowa

### Gościnnie
- Wiley Arnett - gitara elektryczna w utworze "One Nation"
- Greg Hall - perkusja w utworze "One Nation"
- Asha Rabouin – śpiew w utworze "Tree Of Pain"
- Ritchie Cavalera - śpiew w utworze "Tree Of Pain", pomysł, konsultant perkusyjny
- Danny Marianio - śpiew w utworze "Call To Arms"
- Cristian Machado (Ill Niño) - gościnnie w utworze "One"
- Dave Chavarri (Ill Niño) - gościnnie w utworze "Under The Sun"

### Inni
- Isabel Adelman - śpiew
- Wiley Arnett - gitara
- Jackson Bandeira - gitara
- Gloria Cavalera - koordynacja
- Matthew Clark - skandowanie
- Susan Clark - skandowanie
- Michael Cook - skandowanie
- Otto D'Agnolo - instrumenty klawiszowe, inżynier dźwięku, miksowanie, efekty
- Terry Date - miksowanie
- Kevin Estrada - fotografie
- Neville Garrick - okładka płyty[7].
- Ted Jensen - mastering
- Anthony Kilhoffer - asystent
- Glen LaFerman - miksowanie
- Jose Angel Navarro - skandowanie
- John Naylor - programowanie

## Opis
Pierwotnie płyta miała nosić nazwę Downstroy i jest to wymyślone słowo.
Nazwa zainspirowana została hinduską sylabą Om. Płytę promował teledysk do utworu "Seek 'N' Strike" w reżyserii Christoffera Salzgebera.
Utwór „Tree of Pain” dotyczy pamięci zmarłych bliskich. Opowiada on m.in. o stracie ojca Maxa Cavalery, Graziano (słowa te tekście uderzam pięścią w twój grób relacjonują autentyczne przeżycia). Gościnnie w piosence wystąpiła wokalistka Asha Rabouin, której brat rok wcześniej popełnił samobójstwo. Ponadto zaśpiewał Richie Cavalera, rodzony brat Dany Wellsa, tj. pasierba Maxa.
Utwór „9-11-01” to jedna minuty ciszy, poświęcona ofiarom zamachu z 11 września 2001 na World Trade Center. Był to czas zarejestrowany w studio w sali z włączonymi, lecz nieużywanymi wtedy instrumentami. 
We wkładce do albumu został umieszczony tekst modlitwy do św. Michała Archanioła.

## Pozycje na listach
| Lista         | Kraj              | Pozycja |
| ------------- | ----------------- | ------- |
| Billboard 200 | Stany Zjednoczone | 46      |
| OLiS          | Polska            | 40      |